# Vavray-le-Grand
Vavray-le-Grand ist eine französische Gemeinde im Département Marne in der Region Grand Est. Sie hat eine Fläche von 7,0 km² und 170 Einwohner (2022).
Nachbargemeinden sind: Jussecourt-Minecourt, Heiltz-le-Maurupt, Pargny-sur-Saulx, Maurupt-le-Montois, Villiers-en-Lieu, Blesme, Brusson und Heiltz-l’Évêque.

## Weblinks

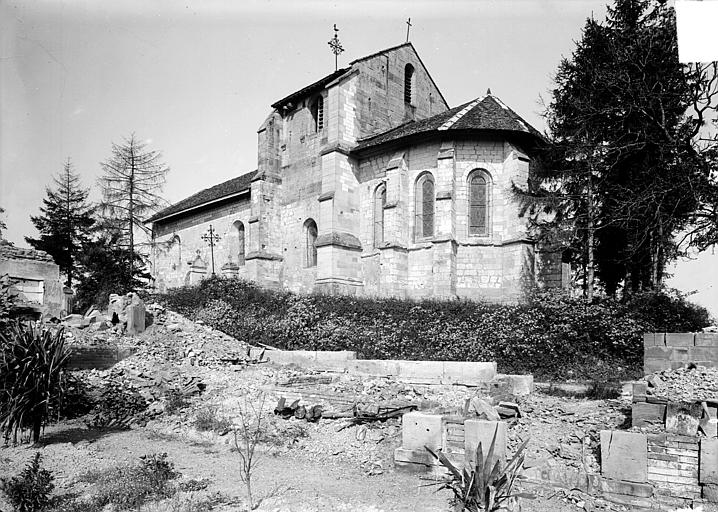
Kirche Saint-Sulpice

## Bevölkerungsentwicklung
| Jahr                       | 1962 | 1968 | 1975 | 1982 | 1990 | 1999 | 2006 | 2012 | 2016 | 2019 |
| -------------------------- | ---- | ---- | ---- | ---- | ---- | ---- | ---- | ---- | ---- | ---- |
| Einwohner                  | 140  | 154  | 140  | 218  | 190  | 194  | 188  | 170  | 161  | 158  |
| Quellen: Cassini und INSEE |      |      |      |      |      |      |      |      |      |      |